# Hüttenedt
Hüttenedt ist ein Ort und eine Gegend im Vöcklatal am Rand der Salzkammergut-Berge in der Grenzregion Salzburg zu Oberösterreich wie auch Ortschaft der Gemeinde Straßwalchen im Bezirk Salzburg-Umgebung.

## Geographie
Die Gegend befindet sich 8 Kilometer südöstlich von Straßwalchen und 5½ Kilometer südwestlich von Frankenmarkt nördlich des Gebietes um den Zeller- oder Irrsee, knapp 7 Kilometer nordwestlich von Zell am Moos. Ortsüblicher ist die Bezeichnung Hager.
Die junge Vöckla verlässt hier – vom Mondseer Gebiet über die Haslau und Angern kommend – zwischen Schoibernberg (883 m ü. A.) und Kogler Berg (819 m ü. A.) westlich und dem Rehberg (Die Röten 819 m ü. A.) östlich die Alpen (Mondseer Flyschberge) und tritt in das Vöckla-Ager-Hügelland als Teil des Alpenvorlands ein. Die Talung weitet sich hier. Bei Frankenmarkt 4 Kilometer weiter wendet sich dann ostwärts zu.
Die kleine Rotte Hüttenedt liegt auf um die 600 m ü. A. Höhe auf der linken Terrasse über der Vöckla und zum Haselbach hin, der dann über den Nössenbach zur Vöckla geht. Sie umfasst im Kern nur 4 Adressen.
Die Ortschaft Hüttenedt ist umfassender, dazu gehören auch die Weiler Schlag (mit der Schlagmühle direkt an der Vöckla), die Ortslage Gschwend (an der Landesgrenze, Häuser auch in Weißenkirchen) und Schwendt talauswärts bis Schrankbaum nordöstlich, die Häuser über Rilling, Hager, Reitzing und Pölzleiten gegen den Kogler Berg und zum Reitzingbach westlich, sowie auch Oberholz am Schoibernberg südlich – nicht aber die eigenständige gerechnete Ortschaft Jagdhub, die sich davor dazwischen schiebt. Das umfasst insgesamt etwa 60 Gebäude auf Höhen von 580–650 m ü. A. mit, mit knapp 200 Einwohnern.
Die Salzburger Landesgrenze baucht im Raum um Straßwalchen weit ostwärts in das Oberösterreichische, Hüttenedt stellt die östlichste Ortschaft des nördlichen Flachgaues dar.
| Winkl (O) Rilling | Haslach (O) Schlag | Schwaigern (O, Gem. Weißenkirchen i. A., Bez. Vöcklabruck, OÖ)                                                        |
| Stockham (O) Reitzing Pölzleiten                                                                                           | Kompassrose, die auf Nachbargemeinden zeigt                                                                                                | Reittern (O, Gem. Weißenkirchen i. A., Bez. Vöcklabruck, OÖ) Giga (O, Gem. Weißenkirchen i. A., Bez. Vöcklabruck, OÖ) |
| Obernberg ∗∗ (O, Gem. Oberhofen a.I., Bez. Vöcklabruck, OÖ) Steinbach ∗/ ∗∗ (O, Gem. Oberhofen a.I., Bez. Vöcklabruck, OÖ) | Jagdhub (O) ∗ Angern (Gem. Straßwalchen u. Weißenkirchen i. A., Bez. Vöcklabruck, OÖ) Gollau ∗ (O, Gem. Zell a.Moos, Bez. Vöcklabruck, OÖ) | |

∗ Das Ortschaftsgebiet Hüttenedt umfasst Jagdhub in den Süden bis Oberholz an die Landesgrenze
∗∗ Hinter Kogler Berg und Schoibernberg

## Geologie, Geschichte und Infrastruktur
Hüttenedt liegt auf der Hochterrasse des Riß-Kaltzeitlichen Gletschervorfelds, während der Talgrund der Vöckla Niederterrasse ist. Dieser letzte Vorstoß des Irrseegletschers des Traungletschers, um 300.000 und 100.000 Jahre vor heute, reichte wohl nicht bis hier (Endmoränen etwa oberhalb bei Zagling und Volkerding), die andere (rechte) Vöcklatalseite hingegen, bei Giga und Schüblingen, ist eine mächtige Mindel-Moräne, über 400.000 Jahre alt. Moränenreste dieser Zeit sind auch die Rücken von Pölzleiten und Reitzing.
Der Ortsname steht entweder zur alten Bedeutung von -edt ‚aufgelassene wiederbesiedelte Ortslage‘ (die -ing-Namen hier könnten alt sein), oder zum jüngeren Einöde ‚abgelegene Siedlungsstelle‘. Die Rodungsnamen Schlag und Schwendt datieren meist in das Hochmittelalter (13./14. Jahrhundert).
Um 1830 umfasste der Ort nur ein Gehöft, den Wirth (Nr. 1), und das Haus Schuster (Nr. 2), die Ortschaft um die 25 Häuser. Das Flurstück vöcklaabwärts bis Schrankbaum war mit einer Grenzreform 1823 zwischen Österreich ob der Enns und dem seinerzeitigen Landesteil Salzachkreis zu Weißenkirchen gekommen.
Von der B154 Mondsee Straße in Irrsdorf (Mondsee – Straßwalchen) führt die L265 Hüttenedter Landesstraße über das Hochfeld zur L1281 Vöcklatalstraße (Schwaigern/Frankenmarkt – Zell am Moos). Sie führt direkt durch den Ort.
Hüttenedt hat zusammen mit Hochfeld eine Freiwillige Feuerwehr, den Löschzug Hager-Hochfeld der FF Straßwalchen.

## Nachweise
- 50335 – Straßwalchen. Gemeindedaten der Statistik Austria

1. ↑  Die Ortslage beim Zeughaus der Feuerwehr, ehemalige Käserei; vergl. Datei: Links das Zeuhaus Hager, rechts davon die ehemalige Käserei.jpg. In: Salzburger Nachrichten: Salzburgwiki.
2. ↑  Nördlich im Langholz liegt mit dem Haus Strasser das östlichste Gebäude im Flachgau, es gehört zu Haslach.
3. ↑  vergl.  20, 19, 18 Vorstoßschotter; Grund- und Endmoräne; Hochterrasse [Riss] (Memento des Originals vom 17. Oktober 2014 im Internet Archive)  Info: Der Archivlink wurde automatisch eingesetzt und noch nicht geprüft. Bitte prüfe Original- und Archivlink gemäß Anleitung und entferne dann diesen Hinweis., Legende zur GÖK 200 Salzburg, geomap.geolba.ac.at
4. ↑  Hanns Sperl: Bericht 1982 über geologische Aufnahmen im Quartär auf Blatt 65 Mondsee. In: Jahrbuch der Geologischen Bundesanstalt, Band 126/Heft 2, 1982, Abschnitt Das Vöcklatal zwischen Hüttenedt und Schwaigern (westlich von Frankenmarkt), S. 51 Sp. 1 (Artikel pdf, opac.geologie.ac.at).
5. ↑  Franziszäischer Kataster 1817–1861 (Layer online bei SAGIS).
6. ↑  Dabei kam umgekehrt Jagdhub zu Salzburg; vergl. Erläuterungen zum Historischen Atlas der österreichischen Alpenländer: Abt. Landgerichtskarte. 1. Teil Salzburg, Oberösterreich, Steiermark, von Richter-Mell, Strnadt, Pirchegger. Bande 52 von Archiv für vaterländische Geschichte und Topographie., Akademie der Wissenschaften in Wien. Verlag A. Holzhausen, 1917, S. 149 (eingeschränkte Vorschau in der Google-Buchsuche).
7. ↑  Hüttenedter Landesstraße. In: Salzburger Nachrichten: Salzburgwiki.  (mit Fotos).
8. ↑  Löschzug Hager-Hochfeld, feuerwehr-strasswalchen.at